# Collegiata di San Donato
San Donato è una chiesa cattolica romana in stile barocco situata nel centro comune di Montefano, in provincia di Macerata. L'entrata della chiesa affaccia sulla piazza principale del paese, Piazza Bracaccini

## Storia
L'attuale collegiata venne costruita in mattoni nel 1768, quando fu completata in stile barocco. La facciata è sobria e tradizionale di chiesa a due piani con pilastri. I fianchi laterali recedono leggermente.
Prima di essa si ha notizie di una chiesa risalente al 1308.
Gli interni hanno pareti e soffitti altamente decorati. La navata è fiancheggiata da pilastri con capitelli corinzi dorati. Le pareti e le colonne sono decorate con arabeschi floreali, e i fregi con dei festoni. Nella chiesa sono conservate le tombe di eminenti ecclesiastici e aristocratici della zona e le ossa di 7 martiri locali, nonché di membri della poi soppressa Confraternita di San Benvenuto. La chiesa ha quattro cappelle. Nella prima cappella sopra il coro è conservata una tela raffigurante l'Annunciazione dell'Arcangelo Gabriele della seconda metà del XVI secolo. Sopra gli stalli del coro ligneo dell'abside si trova una grande tela raffigurante l'Assunzione della Vergine con i Santi Donato e Luigi Gonzaga (1708) dell'artista Philippus de' Comitibus . San Donato d'Arezzo è il patrono della città. Sull'altare si trova un crocifisso ligneo del XVI secolo e un'urna reliquiario. Nella cappella del SS Sacramento è esposto il sarcofago con le reliquie di San Seberio Martire . In un soppalco si trova l'organo costruito nel 1722 da Giuseppe Fedeli.

## Curiosità
Nella Collegiata di San Donato, ogni venerdì santo, si celebrano le cosiddette "tre ore" in cui si rievoca la passione e morte di Cristo. La mattina presto viene montato il "Calvario", ossia lo scenario della crocifissione: vengono calati tre teli (quello centrale principale e i due laterali), cosicché venga coperta la zona del coro e il crocifisso. Successivamente viene montato il palco, coperto con la scenografia. alla fine vengono issate le tre croci: quelle laterali, dei ladroni, sono disegnate, mentre la croce di Cristo è di legno e dovrà sostenere la statua in cartapesta. Gesù viene portato all'interno della chiesa con il "Cataletto", ossia il letto funebre a ruote che poi lo porterà in processione intorno al paese la sera stessa. Quindi, viene issato. La chiesa chiude e riaprirà il pomeriggio per la celebrazione delle Tre Ore. Rimarrà aperta fino alla sera quando poi uscirà la processione del Venerdì Santo col sopracitato Cataletto.